# Eoa
For the acronym "EOA", see EOA.
Eoa là một chi bướm đêm thuộc họ Geometridae.